# Joseph Boyamba
Joseph Boyamba (* 29. Juli 1996 in Troisdorf) ist ein deutscher Fußballspieler mit kongolesischen und französischen Wurzeln. Seit Juli 2025 steht er bei der zweiten Mannschaft von Borussia Dortmund unter Vertrag.

## Karriere
Boyamba begann in seiner Geburtsstadt Troisdorf als Vierjähriger bei den Sportfreunden Troisdorf mit dem Vereinsfußball. Nach sechs Jahren beim FC Hennef 05 wurde er in den Nachwuchsleistungszentren des MSV Duisburg und des FC Schalke 04 weiter ausgebildet, wobei er bis zur A-Jugend noch im offensiven Mittelfeld eingesetzt wurde. Mit der Schalker U19 gelangte Boyamba 2015 bis ins Finale der Endrunde um die Meisterschaft und setzte sich dort mit ihr mit 3:1 gegen die TSG 1899 Hoffenheim durch. Er kam in 28 Spielen auf sieben Tore sowie fünf Vorlagen und konnte mit Schalke erste internationale Erfahrungen in der UEFA Youth League sammeln. Während seiner Zeit in Duisburg und Gelsenkirchen besuchte Boyamba die Eliteschule des Fußballs in Köln.
Die Hinrunde 2015/16 verbrachte der Offensivspieler noch bei der Regionalligamannschaft des FC Schalke, wurde aber für die Rückrunde an den Nordregionalligisten BSV Rehden verliehen. Mit Rehden hielt Boyamba die Klasse, kam auf dreizehn Ligaspiele und konnte drei Tore sowie fünf Vorlagen beisteuern. Nach seiner Rückkehr verpasste er lediglich vier Pflichtspiele und konnte zehn Torbeteiligungen vorweisen, allerdings musste er im Frühjahr 2017 mit der Mannschaft in die Oberliga Westfalen absteigen.
Boyamba ging den Schritt in die Oberliga nicht mit und unterschrieb stattdessen einen Vertrag bei der in der Regionalliga West verbliebenen SG Wattenscheid 09. Als Stammspieler verpasste er lediglich aufgrund einer Gelbsperre ein Pflichtspiel und war ansonsten im Sturmzentrum gesetzt. Mit Wattenscheid wurde der Stürmer Tabellenelfter und konnte neben seinen elf Treffern acht weitere vorbereiten.
Im Sommer 2018 erfolgte ein weiterer ligainterner Wechsel, als Boyamba von Borussia Dortmund für deren zweite Mannschaft verpflichtet wurde und einen Zweijahresvertrag erhielt. Auch hier wurde er Stammkraft und war mit 14 Saisontoren zweitbester Torschütze der Liga hinter dem Torschützenkönig Simon Engelmann. Zur Spielzeit 2019/20 wurde der Angreifer unter dem neuen Cheftrainer Mike Tullberg als Nachfolger von Massimo Ornatelli, der Dortmund verlassen hatte, zum Mannschaftskapitän ernannt. In der Winterpause durfte er gemeinsam mit seinen Mannschaftskameraden Chris Führich und Steffen Tigges sowie einigen Jugendspielern am Trainingslager der Bundesligamannschaft teilnehmen. Boyamba absolvierte bis zum Saisonabbruch aufgrund der COVID-19-Pandemie alle 25 Pflichtspiele, die meisten davon über die volle Spielzeit. Er schoss 10 Tore und bereitete weitere drei vor, nach Abrechnung per Quotientenregel belegte er mit Dortmund den 9. Tabellenrang. Im Anschluss wurde der kurz vor seinem 24. Geburtstag stehende Angreifer gemeinsam mit 10 Teamkameraden aus der U23 verabschiedet.
Zur Saison 2020/21 wurde Boyamba vom Drittligisten SV Waldhof Mannheim unter Vertrag genommen. Für diesen erzielte er am dritten Spieltag im Heimspiel gegen Türkgücü München nach Einwechslung seine ersten beiden Tore in der 3. Liga.
Im Sommer 2022 wechselte er ligaintern zum TSV 1860 München. Nach nur einer Saison, in der er sechs Tore in 33 Punktspielen erzielte, endete seine Zugehörigkeit zum Verein. Zur Saison 2023/24 wurde er vom Zweitliganeuling SV Elversberg verpflichtet und mit einem bis zum 30. Juni 2026 gültigen Vertrag ausgestattet. Im August 2024 wurde sein Vertrag in Elversberg aufgelöst und er wechselte daraufhin zu Rot-Weiss Essen. Ein Jahr später kehrte er zur Zweitvertretung von Borussia Dortmund zurück.

## Erfolge
FC Schalke 04
- Deutscher A-Junioren-Meister: 2015

## Persönliches
Als Juniorenspieler in Duisburg hatte Boyamba den im Ruhrgebiet weit verbreiteten Spitznamen Jupp, eine Abwandlung des Namens Josef. Sein Vater stammt aus dem Kongo, seine Mutter ist Französin. Josephs jüngerer Bruder Messi (* 2010) wurde nach dem Fußballspieler Lionel Messi benannt.